# Pak 97/38
7,5 cm PaK 97/38 (7,5 cm Panzerjägerkanone 97/38) — немецкая противотанковая пушка периода Второй мировой войны, представляющее собой наложение качающейся части 75-мм французской пушки образца 1897 года на лафет немецкой противотанковой пушки Pak 38.

## Описание конструкции
Орудие имело раздвижные станины, подрессоренный колёсный ход, металлические колёса с резиновыми шинами. Затвор крановый, эксцентрикового типа. Ствол оснащён дульным тормозом.

## История создания
В 1939 году в Польше и в 1940 году во Франции Германией было захвачено несколько тысяч 75-мм дивизионных пушек обр. 1897 г. фирмы «Шнейдер» (Schneider). Немцы приняли на вооружение эти орудия, присвоив польским пушкам индекс F.K.97(p)(7,5), французским пушкам — индекс 7,5 cm F.K.231(f). Между собой эти пушки существенно не различались, и первоначально немцы использовали их в оригинальном виде, как полевые орудия, преимущественно во второразрядных частях (впрочем, к середине войны большое количество этих орудий попало на фронт). В конце 1941 года командование вермахта осознало, что имеющиеся в его распоряжении противотанковые средства недостаточно эффективны против советских танков Т-34 и КВ. Логичным выходом из положения стало начало производства новой мощной противотанковой пушки Pak 40, но это орудие первоначально поступало в войска в небольших количествах, а армия требовала мощных противотанковых орудий немедленно.

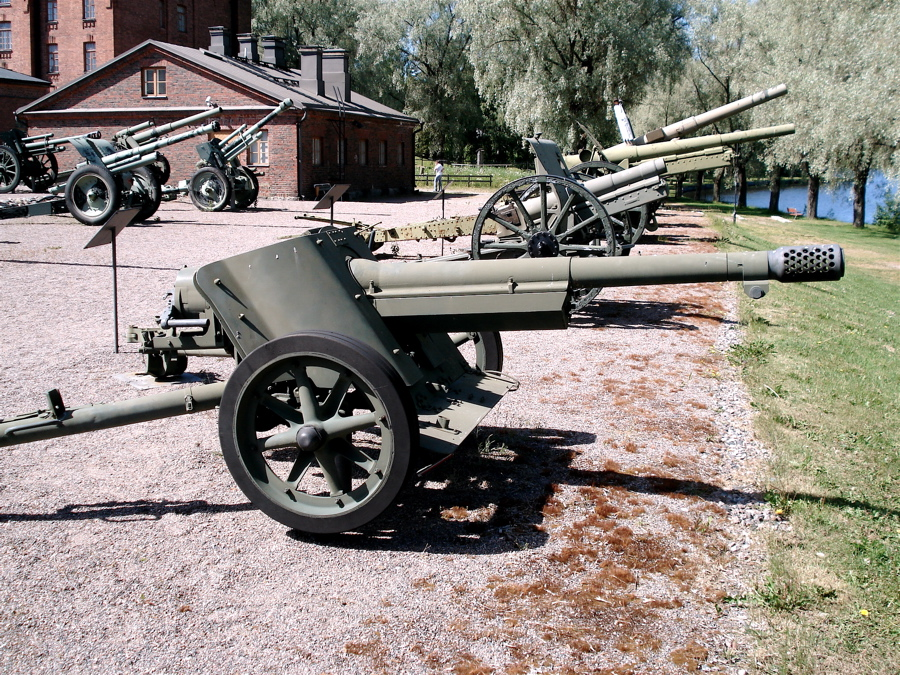
Pak 97/38 в музее г. Хямеэнлинна, Финляндия. Вид сбоку

В этой ситуации немецкие инженеры обратили внимание на имевшиеся в большом количестве трофейные орудия. Использование многочисленных французских трофеев выглядело очень заманчиво, но в оригинальном виде эти орудия были для борьбы с танками малопригодны. Основные проблемы были связаны с тем, что трофейное орудие имело устаревший однобрусный лафет без подрессоривания, ограничивающий угол горизонтального наведения в 6° и скорость возки до 10—12 км/ч. Кроме того, орудие имело относительно короткий ствол и низкую начальную скорость, и, соответственно, недостаточно высокую бронепробиваемость калиберным снарядом.
Выход был найден в наложении качающейся части трофейной пушки на лафет 50-мм противотанковой пушки Pak 38. Чтобы уменьшить силу отдачи, орудие оснастили мощным дульным тормозом. В качестве основного бронебойного боеприпаса был принят кумулятивный снаряд, пробиваемость которого не зависела от начальной скорости.

## Производство
В 1942 году было сдано 2854 орудия (по 1000 орудий было сдано в марте и июле и 854 в декабре), в 1943 году — ещё 858 шт. (январь — 458, февраль — 207, март — 123, апрель — 52, май — 12, июнь — 15). Кроме этого, в 1943 году было сдано 160 шт. Pak 97/40. Остановка переделки орудия была связана с исчерпанием запасов трофейных французских пушек. Если учесть, что в августе 1942 года было сдано 1800 (одна тысяча восемьсот) 5cm L/42 на лафете этой пушки, то в этом нет ничего удивительного.
Стоимость орудия составляла 9000 рейхсмарок.
Было развёрнуто массовое производство боеприпасов под данное орудие.

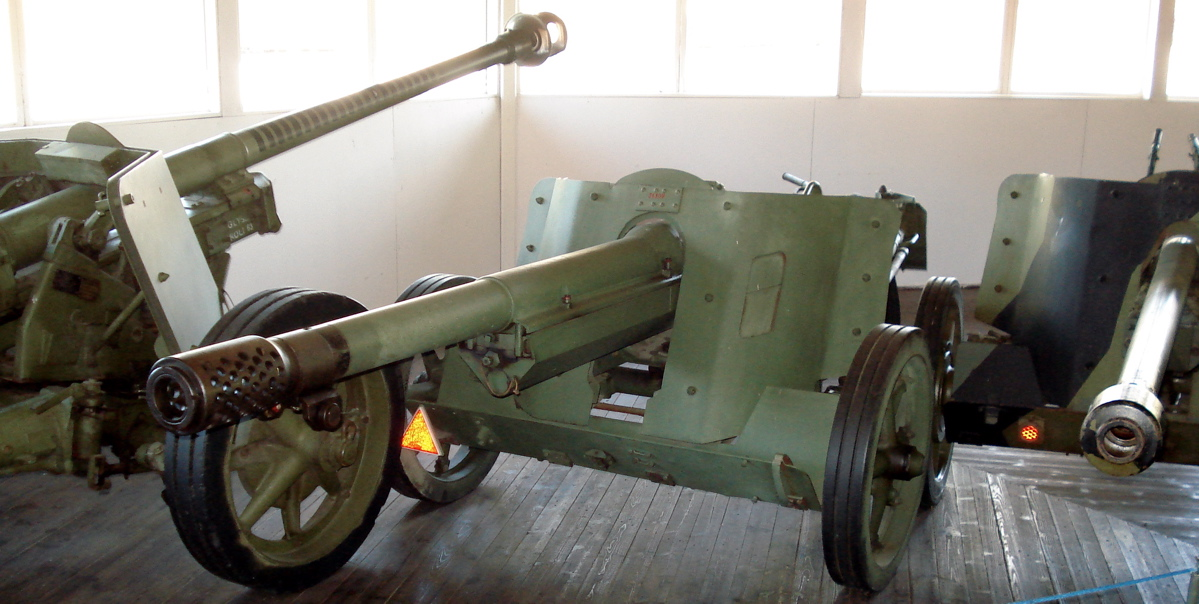
Pak 97/38 в музее г. Парола, Финляндия

| Производство снарядов для Pak 97/38, тыс. шт. |       |        |       |        |
| тип снаряда                                   | 1942  | 1943   | 1944  | Итого  |
| кумулятивные                                  | 929,4 | 1388,0 | 264,5 | 2581,9 |

## Самоходные артиллерийские установки с Pak 97/38
В конце 1943 немцы в полевых условиях установили 10 пушек на шасси трофейного советского танка Т-26. Получившаяся противотанковая самоходная артиллерийская установка получила название 7,5 cm Pak 97/38(f) auf Pz.740(r). Новые САУ поступили на вооружение 3-й роты 563-го противотанкового дивизиона. Впрочем, их боевая служба продлилась недолго — 1 марта 1944 года они были заменены на САУ «Marder III».

## Модификации
Помимо основного варианта, было выпущено 160 орудий 7,5 cm Pak 97/40, представляющих собой наложение ствола все той же французской пушки на лафет противотанковой пушки Pak 40 (лафеты оказались свободны после установки этих пушек на САУ Marder).

## Оценка проекта
Pak 97/38 было достаточно неоднозначным орудием, имеющим как положительные качества, так и недостатки. К преимуществам орудия относилось:
- Низкая стоимость производства.
- Использование имевшихся в большом количестве трофейных осколочно-фугасных снарядов (только во Франции было захвачено 5,5 млн гранат к этим орудиям).
- Небольшие габариты и масса (близкие к 50-мм противотанковой пушке Pak 38), соответственно, высокая подвижность и лёгкость маскировки.
- Вполне удовлетворительная пробиваемость кумулятивного снаряда, позволяющая легко поражать наиболее массовый советский танк Т-34, а в борт — и тяжёлый КВ.

Недостатками орудия являлись:
- Низкая начальная скорость, и, следовательно, невысокая (порядка 500 м) прицельная дальность стрельбы, высокое рассеивание снарядов, трудности при прицеливании.
- Ориентация преимущественно на кумулятивные снаряды (впрочем, поскольку советские танки не имели противокумулятивных экранов, трудностей с их поражением не возникало).
- Низкая эффективность при стрельбе по лобовой броне тяжёлых танков.
- Очень сильная отдача орудия, особенно при стрельбе бронебойными снарядами.

Существенно ограничивала эффективность орудия вынужденная его ориентация преимущественно на кумулятивный боеприпас (обычные бронебойные снаряды были менее эффективны из-за низкой начальной скорости, обусловленной небольшой длиной ствола; кроме того, при использовании этих боеприпасов сила отдачи принимала опасный для прочности орудия характер). В то время технология производства кумулятивных снарядов была отработана плохо, эти боеприпасы отличались значительным разбросом характеристик бронепробиваемости, что приводило к проблемам с поражением целей, имеющих толщину брони, близкую к пределу пробиваемости (главным образом, тяжёлых танков). Также общим недостатком кумулятивных снарядов является сильная зависимость бронепробиваемости от угла наклона брони — при угле встречи в 60° относительно нормали бронепробиваемость падает вдвое по сравнению с ударом снаряда о броню по нормали, что для данного орудия означало трудности с поражением Т-34 в верхнюю лобовую деталь. Низкая начальная скорость снарядов ограничивала максимальную дальность стрельбы, что увеличивало риск обнаружения и уничтожения орудия.
Несмотря на все проблемы, превращение старой дивизионной пушки в противотанковую можно считать очень интересным инженерным экспериментом, вполне себя оправдавшим, поскольку экономическая эффективность данного мероприятия не вызывает сомнений.

## Боеприпасы и баллистические данные
Согласно имеющейся информации, калиберные трофейные польские бронебойные снаряды французского образца Granat pancerny wz. 1910 применялись в очень незначительных количествах. Немецкий калиберный бронебойно-трассирующий снаряд 7,5 cm K.Gr.Pz.(p) был включён в номенклатуру к Pak. 97/38, но также широкого применения не нашёл в связи с малым бронебойным действием из-за недостаточно высокой начальной скорости. Финская армия использовала два типа калиберных бронебойных снарядов, один из которых являлся старым французским Mle.1910.
По нормали кумулятивные снаряды пробивали до 90 мм брони, под углом 60° — до 75 мм.
| Номенклатура боеприпасов                                 |                                              |                   |             |                        |                         |                          |
| Тип                                                      | Обозначение                                  | Масса снаряда, кг | Масса ВВ, г | Масса заряда пороха, г | Начальная скорость, м/с | Дальность табличная, м   |
| Калиберные бронебойные снаряды                           |                                              |                   |             |                        |                         |                          |
| Бронебойный к трофейным польским и французским пушкам    | 7,5 cm K.Gr.Pz.(p)                           | 6,80              | ?           | 805                    | 570                     | 300—1300 (1500 по др.д.) |
| Кумулятивные снаряды                                     |                                              |                   |             |                        |                         |                          |
| Кумулятивный                                             | 7,5 cm Gr.38/97 Hl/A(f)                      | 4,40              | ?           | 345 (340)              | ?                       | ?                        |
| Кумулятивный                                             | 7,5 cm Gr.38/97 Hl/B(f)                      | 4,57              | ?           | 340                    | 450                     | 400—1800 (1500)          |
| Кумулятивный (с корпусом французского ОФ снаряда Mle.15) | 7,5 cm Gr.15/38 Hl/B(f)                      | 4,57              | ?           | 345 (340)              | ?                       | 400—1800                 |
| Кумулятивный с трассёром (поздний вариант)               | 7,5 cm Gr.97/38 Hl/C(f)                      | ?                 | ?           | ?                      | ?                       | ?                        |
| Осколочно-фугасные снаряды                               |                                              |                   |             |                        |                         |                          |
| Осколочно-фугасный трофейный французский обр. 1917       | 7,5 cm Sprgr.233/1(f) — frz 17               | 6,195             | ?           | 750                    | 575 (577)               | 10 000                   |
| Осколочно-фугасный трофейный французский обр. 1900       | 7,5 cm Sprgr.230/1(f) — frz 1900             | 5,445             | ?           | 600                    | 550 (545)               | 7600                     |
| то же, заряд средний Charge M (mittl. Ladung)            | 7,5 cm Sprgr.230/1(f) — frz 1900 mittl. Ldg. | 5,445             | ?           | 304                    | 396                     | ?                        |
| то же, заряд уменьшенный Charge Reduite (kleine Ladung)  | 7,5 cm Sprgr.230/1(f) — frz 1900 kleine Ldg. | 5,445             | ?           | 250                    | 344                     | ?                        |
| Осколочно-фугасный трофейный французский обр. 1915       | 7,5 cm Sprgr.231/1(f) — frz 15               | 5,445             | ?           | 600                    | 550 (557)               | 7600                     |
| то же, заряд средний Charge M (mittl. Ladung)            | 7,5 cm Sprgr.230/1(f) — frz 15 mittl. Ldg.   | 5,445             | ?           | 304                    | 396                     | ?                        |
| то же, заряд уменьшенный Charge Reduite (kleine Ladung)  | 7,5 cm Sprgr.230/1(f) — frz 15 kleine Ldg.   | 5,445             | ?           | 250                    | 344                     | ?                        |
| Осколочно-фугасный трофейный французский обр. 1918       | 7,5 cm Sprgr.236/1(f) — frz 18               | 6,595             | ?           | 695                    | 555                     | 10 000                   |

| Таблица бронепробиваемости для Pak 97/38 (финские снаряды) |                          |                          |
| Французский калиберный бронебойный снаряд (финское название 75 pspkrv 59/66-ps), начальная скорость 570 м/с |                          |                          |
| Дальность, м | При угле встречи 60°, мм | При угле встречи 90°, мм |
| 100 | 61                       | ?                        |
| 1000 | 58                       | ?                        |
| Калиберный бронебойный снаряд (финское название 75 psa — Vj4), начальная скорость 590 м/с |                          |                          |
| Дальность, м | При угле встречи 60°, мм | При угле встречи 90°, мм |
| 300 | ?                        | 92                       |
| Методика измерения пробивной способности неизвестна. Следует помнить, что показатели бронепробиваемости могут заметно различаться при использовании различных партий снарядов и различной по технологии изготовления брони. |                          |                          |

## Страны-эксплуатанты
- Германия — Первые орудия поступили на Восточный фронт летом 1942 года, но наиболее активно использовались в боевых действиях в 1943 году. В 1942 году было израсходовано 37 800 кумулятивных снарядов к этому орудию, в 1943 году — 371 600 кумулятивных снарядов. Орудие было воспринято в войсках неоднозначно, главным образом, по причине недостаточно высокой эффективности и чрезмерной отдачи, но применялось до конца войны. Большое количество фотографий подтверждает активное использование данного орудия в 1943—1944 годах. На 1 марта 1945 года в вермахте оставалось 122 орудий Pak 97/38 и F.K.231(f), из них на фронте — 14 шт.
- Венгрия — в ноябре 1942 года 43 шт. были переданы Германией для 2-й венгерской армии.
- Румыния — во время Второй мировой войны некоторое количество получено из Германии.
- Италия — 9 дивизий  8-й итальянской армии, действовавшей в СССР, имели 6-орудийные батареи Pak.97/38 в своих артполках. Итальянское обозначение пушек — Cannone da 75/39[6].
- Финляндия — в 1940 году финны купили во Франции 48 дивизионных пушек обр. 1897, но быстро разочаровались в их боевых качествах. В 1943 году было достигнуто соглашение с Германией о переделке финских пушек в Pak 97/38. В марте — июне 1943 года было переделано 46 орудий, которые активно использовались в ходе войны. В войну финны потеряли 7 орудий, оставшиеся 39 находились на вооружении финской армии до 1986 года. В финской армии пушка получила прозвище "Mulatti" (мулат).
- Болгария — в июле 1943 года немцы начали перевооружение болгарской армии. В соответствии с программой перевооружения (получившей условное название «план Барбара»), вместе с другим вооружением немцы поставили болгарской армии партию 75-мм противотанковых орудий Pak 97/38, которые были приняты на вооружение под наименованием 75-мм «Шнайдер». После 9 сентября 1944 года орудия перешли Болгарской Народной армии и использовались в боевых действиях 1944—1945 против немецких войск[7].